# Olszowiec (Gmina Iłów)
Pour les articles homonymes, voir Olszowiec.
Olszowiec  [ɔlˈʂɔvjɛt͡s] est un village polonais de la gmina d'Iłów dans le powiat de Sochaczew et dans la voïvodie de Mazovie.
Il se situe à environ 3 kilomètres au sud-est d'Iłów, à 17 kilomètres au nord-ouest de Sochaczew et à 66 kilomètres à l'ouest de Varsovie.